# سد العقبة (حبيش)

تعديل مصدري - تعديل

سد العقبة محلة تابعة لقرية مروحة، التابعة لعزلة شباع بمديرية حبيش إحدى مديريات محافظة إب في الجمهورية اليمنية، بلغ تعداد سكانها 96 حسب تعداد اليمن لعام 2004.